# Эльбасан
Эльбаса́н (алб. Elbasani) — город в Албании. Административный центр одноимённой области и округа.
Третий по величине город в Албании. Расположен на правом берегу реки Шкумбини, в 54 км к юго-востоку от столицы Албании Тираны. Население 66 834 чел., в агломерации — 115 101 чел. (перепись, 2023).

## История
Возник как древнегреческая колония Скампа (Скампис, др.-греч. Σκαμπίς), на её месте был образован римский лагерь (лат. Mansio Scampa) на Эгнатиевой дороге, позднее возник город, который турецкий султан Мехмед II в 1466 году перестроил как крепость против войск Скандербега и назвал Эльбасаном. Главный центр Албанского национального движения в османский период.

## Достопримечательности

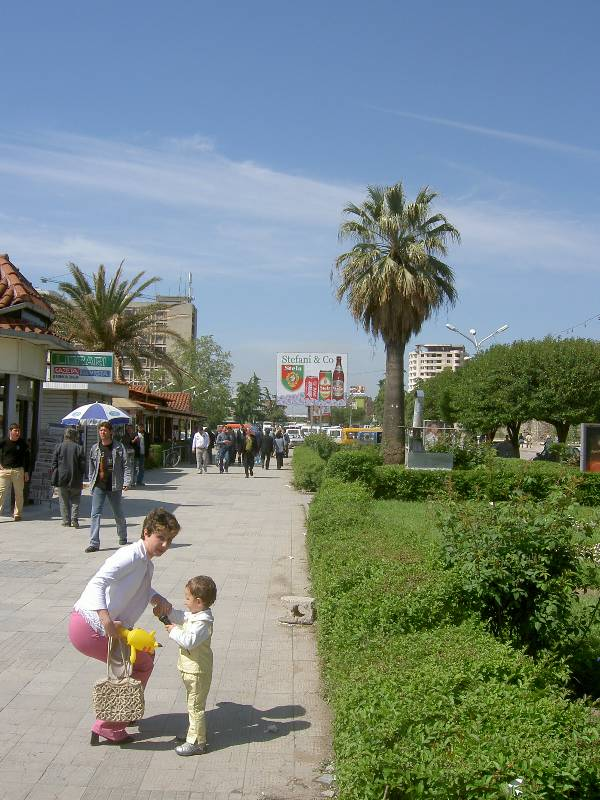
Улица в Эльбасане

В Эльбасане расположена крепость XV века, в которой имеется музей. Также в городе имеются турецкие бани XVI века, православная церковь Св. Марии и Музей партизанской войны.

Часовая башня

## Образование
- Эльбасанский университет.

## Известные люди
В городе родились:
- Алекс Буда (1910—1993), албанский учёный-историк;
- Александр Джувани (1888—1961), языковед;
- Леф Носи (1877—1946) — албанский политик;
- Панайот Плаку (1919—1957), генерал-коммунист, участник политического выступления против режима Энвера Ходжи;
- Тоди Лубонья (1923—2005), видный партийный деятель коммунистического периода, гендиректор RTSH, репрессированный за «либеральный уклон».
- Букурош Сейдини (1916—1991), художник, сценограф, общественный деятель. Заслуженный педагог Албании (1969), Заслуженный художник Албании (1979). Почётный гражданин города Эльбасана.
- Димитёр Шутерики (1915—2003) — албанский писатель, поэт, учёный, историк литературы.
- Члирим Чека (род. 1945) – албанский художник.

Здесь учились учёный-геолог Теки Бичоку (1926—2009) и Магир Доми (1915—2000), албанский лингвист, академик. Оба были президентами Академии наук Албании, 